# Letoon
Helgedomen tillägnad Leto kallat Letoon, ibland latiniserad som Letoum, nära Xanthos, var en av de viktigaste religiösa centren i den Anatoliska regionen Lykien. Platsen ligger mellan städerna Kaş och Fethiye i provinsen Muğla i Turkiet, cirka fyra km söder om Xanthos, som tillsammans med Letoon utgör ett världsarv.
Arkeologiska fynd på platsen, som aldrig var en fullt utbyggd bosättning, utan förblev i huvudsak ett religiöst centrum, daterar sig till senare delen av 600-talet f.Kr, före den grekiska kulturhegemonin i Lykien, som började i början på 400-talet. I äldre tider var platsen troligen redan helgad till kulten av en tidigare modergudinna Eni Mahanahi i Lykien, som följdes av tillbedjandet av Leto tillsammans med hennes tvillingbarn.

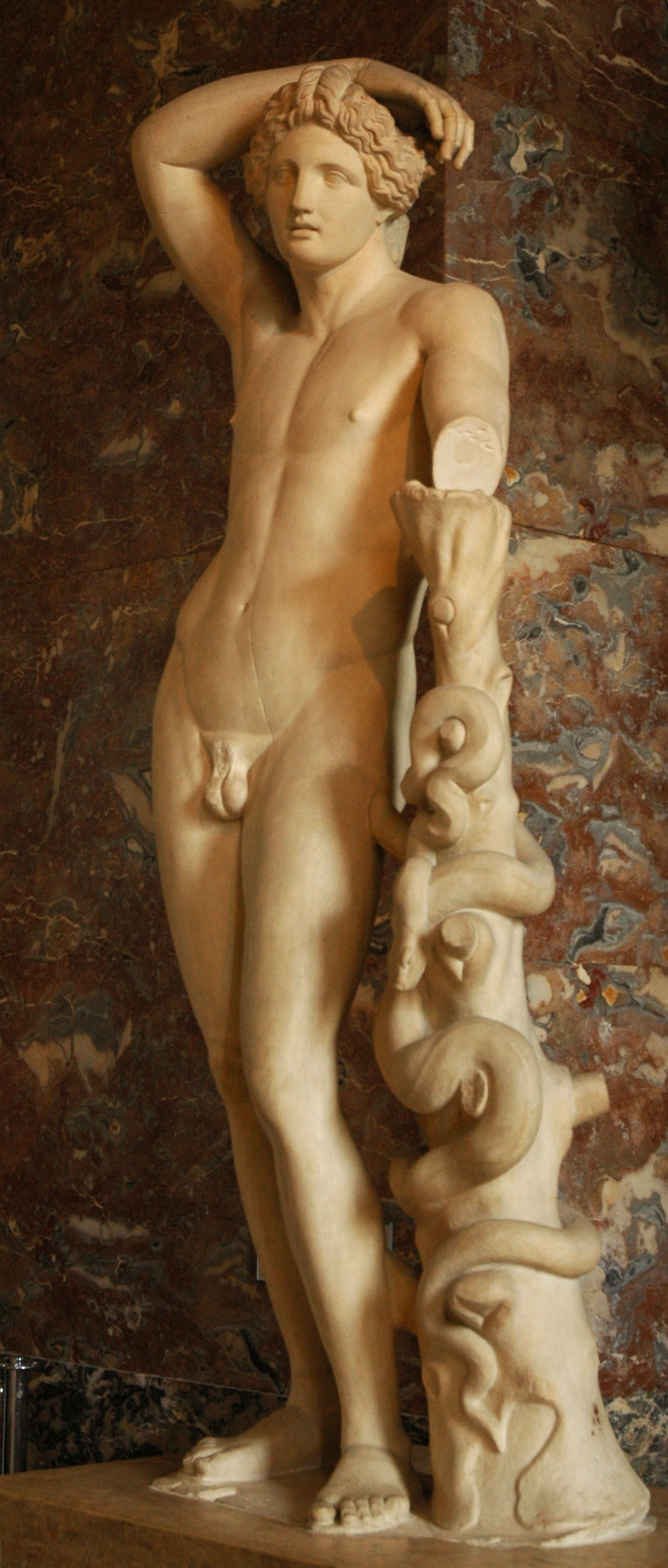
The "Lycian" Apollon, a Roman pastiche in a Praxitelean manner

I grekisk mytologi hävdas en tidig kult av Apollon i Xanthosdalen, som dock ej stödjs av historien eller arkeologin. Här förekommer två myter, båda kopplade till eponymen "Lydus". En hade sitt ursprung i ur jorden födda Telchines av Rhodos och skulle ha koloniserat regionen vid tiden för Ducalions översvämning; den andra Lycus var en atensk bror till Aegeus bortdriven från Athen, en siare som introducerade kulten av lykenska Apollo, som en folketymologi sammankopplad med Lykien, och som därför gjorde honom till atensk kolonisatör: see Lycus.
Fundamentet av det hellenistiska templet tillägnat Leto, och hennes barn, Artemis och Apollon, har grävts fram under ledning av H. Metzger från 1962.. Arkeologer har grävt ur större delen av ruinerna; upptäcker inkluderar inskriptionen "Letoons trespråkiga", som har texter på grekiska, lykiska och Arameiska och vilka har gett avgörande nycklar i dechiffreringen av det lykiska språket; vilken är bevarad i Fethiyemuseet.
Platsen förblev aktiv under den romerska eran. Den kristnades genom uppförande av en kyrka, som återanvände stenar från helgedomen, men kyrkan övergavs under 600-talet.